# Randy Stoklos
Randy Stoklos (ur. 13 grudnia 1960 w Pacific Palisades) – amerykański siatkarz plażowy, czterokrotny zwycięzca World Tour w latach 1989–1992. Jest pierwszym graczem, który zarobił 1,000,000$ grając w siatkówkę plażową. Zdobył mistrzostwo Stanów Zjednoczonych, a także czterokrotnie triumfował w Manhattan Beach Open, jest również pięciokrotnym nieoficjalnym mistrzem Świata razem z Sinjin Smithem.
Stoklos grał w siatkówkę uniwersytecką na UCLA. Zrezygnował z UCLA, aby skupić się wyłącznie na siatkówce. Pierwszy turniej Manhattan Open wygrał grając z Jimem Mengesem w 1981. Randy ma na koncie 122 zwycięstwa co plasuje go na 3 pozycji w historii. Randy Stoklos został wprowadzony do Galerii Sław Siatkówki 23 października 2008 roku.
W 1992 wspomniał, że jego ojciec nie pozwalał mu grać w siatkówkę plażową. Ojciec był Polakiem, który przeżył niemiecki obóz pracy i obawiał się, że Randy wyrośnie na leniwego człowieka, jeśli będzie spędzał czas na plaży.
Randy Stoklos oraz Sinjin Smith pojawili się w grze Kings of the Beach wydanej w 1988 roku na wielu platformach komputerowych przez Electronic Arts oraz w 1990 wydanej na Nintendo przez Konami, a także pojawił się w filmie z 1990 roku Side Out.